# سامانه فناوری دفتر ستاد شرکت
سامانه فناوری دفتر ستاد شرکت (به انگلیسی: Corporate Headquarters Office Technology System) یک سامانه حفاظت‌شده مدیریت امور دفتری و ایمیل بود که وزارت دفاع بریتانیا استفاده می‌کرد.
طراحی، ساخت، اجرا، و مدیریت سامانه فناوری دفتر مرکزی شرکت، بر عهده شرکت فوجیتسو بود و از ۲۵،۰۰۰ کارمند نظامی و غیرنظامی پشتیبانی می‌کرد و به ۷۰،۰۰۰ کارمند دیگر وزارت دفاع، امکان برقراری ارتباط امن از طریق آنرا می‌داد. دسترسی به اطلاعات آن، بر پایه دامنه بود و پیوندهایی به سامانه‌های پیام‌رسان وزارت دفاع داشت. از این سامانه، در ۲۴ ستاد و بیش از ۲۰۰ مکان زیرمجموعه در بریتانیا، اروپا، و ایالات متحده آمریکا استفاده می‌شد.
به‌علاوه، فوجیتسو، نسخه‌ای را برای نیروی زمینی بریتانیا به نام CASH توسعه داده بود که در ۴،۵۰۰ ایستگاه کاری در بریتانیا، آلمان، و ایرلند شمالی پشتیبانی می‌کرد.
زیرساخت اطلاعات دفاعی، در همه‌جا جایگزین سامانه فناوری دفتر ستاد شرکت شده است.